# Vodeno kupatilo
Vodeno kupatilo se koristi u laboratoriji da bi se omogućilo odvijanje hemijskih reakcija na povišenoj temperaturi.
Vodeno kupatilo je fluid u otvorenoj (metalnoj) posudi. Voda ili silikonsko ulje su najčešće korišćeni fluidi. Vodeno kupatilo se koristi za temperature do 100 °. Uljano kupatilo se koristi za temperature preko 100 °.
Kupatilo se greje na toploj ploči, ili sa Bunzenovim plamenikom. Reakciona komora (destilacioni balon, erlenmajer, laboratorijska čaša) je uronjena u zagrejano kupatilo. Termometar se obično drži u fluidu da bi se pratila temperatura.